# یواس‌اس سابات (اس‌پی-۲۱۳)
یواس‌اس سابات (اس‌پی-۲۱۳) (به انگلیسی: USS Sabot (SP-213)) یک کشتی بود که طول آن ۴۸ فوت (۱۵ متر) بود.